# Li Wenliang
Li Wenliang (kinesisk: 李文亮; født 12. oktober 1985 – død 7. februar 2020) var en kinesisk øjenlæge. Han var en af de første læger i Kina, der advarede om sygdommen covid-19, som senere blev kendt som coronavirus-pandemien. Li døde selv af sygdommen efter at være blevet smittet af en patient.

## Baggrund og personlige liv
Li Wenliang blev født den 12. oktober 1985 i Beizhen i Liaoning-provinsen. Han gik på Beizhen High School og dimitterede i 2004.  Herefter gik han på Wuhan-universitetet som medicinstuderende i en syv-årig kombineret bachelor- og masteruddannelse. Han meldte sig ind i Kinas kommunistiske parti på sit andet år.
Efter eksamen i 2011 arbejdede Li på Xiamen-universitetet i tre år. I 2014 blev han ansat som øjenlæge i Wuhan. Li og hans kone havde en søn og ventede deres andet barn på tidspunktet for hans død. Dette barn kom til verdenen i juni 2020.

## Covid-19
I en WeChat-gruppe den 30. december 2019 delte Li Wenliang en besked, som beskrev, at syv SARS-lignende tilfælde var blevet knyttet til et marked i Wuhan. Gruppen omfattede andre personer, der ligesom Li boede og arbejdede i byen.
Fra nogle af modtagerne nåede beskeden frem til myndighederne. Li blev derefter kaldt ind til politiet og anklaget for at "sprede rygter og falske oplysninger" på internettet, der ifølge dem "skadede stabiliteten i samfundet". Efter pres underskrev Li et brev, der anerkendte dette. Andre personer blev også sanktioneret på samme måde af politiet. Herefter kunne han vende tilbage til arbejdet.
Højesteret afgjorde den 27. januar, at Li ikke havde spredt et kriminelt rygte til sine kolleger om syv patienter, der så ud til at have pådraget sig SARS. I et interview med The New York Times sagde Li, at situationen ville være bedre, hvis myndighederne havde frigivet oplysninger om epidemien tidligere.

## Sygdom, død og eftermæle
Li begyndte at blive dårlig den 10. januar 2020. Herefter flyttede han til et hotelværelse for at undgå at smitte sit barn og hans gravide kone. Den 12. januar blev han indlagt på hospitalet, hvor tilstanden forværredes markant på få dage. Den 1. februar bekræftede en test, at han var smittet med covid-19. Li døde seks dage senere den 7. februar, kun 34 år gammel.
Hans død udløste reaktioner både i Kina og i resten af verden. Nogle oplysninger om sagen blev censureret af de kinesiske myndigheder, en censur, der gradvist blev optrappet i de følgende dage. Borgere i Wuhan lagde blomster foran hospitalet, hvor han arbejdede. Politiet undskyldte formelt over for hans familie og tilbagekaldte hans formaning den 19. marts samme år.
I april 2020 blev Li Wenliang officielt hædret af den kinesiske regering som en "martyr", hvilket er den højeste ære, regeringen kan tildele en borger, der dør i offentlig tjeneste.